# 四国U-15クローバーリーグ
四国U-15クローバーリーグ（シコクサッカーリーグアンダー15クローバーリーグ）は、四国サッカー協会主催で開催される第3種年代（中学生）のサッカーのリーグ戦である。

## 概要
2011年よりに高円宮杯 JFA 全日本U-15サッカー選手権大会本大会への出場権が与えられることになった。

## 参加チーム
- 愛媛FCジュニアユース
- 徳島ヴォルティスジュニアユース
- コーマラント
- 高知中学校
- ディアモ
- 横浜ポラリス
- 三津浜中学校
- リベリモ
- 川内中学校
- 愛媛新居浜ジュニアユース

## 歴代優勝チーム
1. 2011年：愛媛FCジュニアユース
2. 2012年：愛媛FCジュニアユース
3. 2013年：愛媛FCジュニアユース